# Dolor referido
Dolor referido es el dolor que se percibe en una localización diferente del sitio del estímulo dolorido. El dolor referido se origina en un efector somático profundo o visceral que produce una sensación álgica a distancia, un ejemplo de esto es la isquemia, suscitada por un infarto agudo de miocardio (ataque de corazón), donde se siente dolor en el cuello, hombros y espalda en lugar de en el tórax (pecho), el sitio comprometido. La Asociación Internacional para el Estudio del Dolor no ha definido oficialmente el término; así que varios autores lo han definido en formas distintas.
Este dolor diferencia del dolor irradiado en que este último se extiende a lo largo de un trayecto nervioso, mientras que el dolor referido se percibe en una zona distante de su lugar de origen. Dolor referido es cuando el dolor se localiza lejos de o contiguo al órgano involucrado; por ejemplo, cuando una persona tiene dolor pero solo en su mandíbula o brazo izquierdo pero no en el pecho. Médicos y científicos han sabido del dolor referido desde 1880. A pesar de una literatura en expansión, el mecanismo del dolor referido no es conocido, aunque existen varias hipótesis. El tamaño del dolor referido se relaciona con la intensidad y la duración de dolor evocado o continuo. Este dolor se experimenta muchas veces en el mismo lado del cuerpo, aunque no siempre.

## Fisiopatología
Se piensa que el dolor referido se produce debido a la convergencia de los impulsos aferentes de distintas áreas sobre las mismas neuronas de proyección. Alrededor del 50% de neuronas del subnúcleo caudal receptan impulsos sensoriales convergentes de estructuras cutáneas y profundas. Por lo tanto, el dolor referido es el dolor que se percibe en una zona inervada por un nervio distinto al afectado y que se origina al manipular la fuente primaria del dolor. En este caso, el dolor se produce debido a la presencia de varias estructuras dentro de nuestro cuerpo que son controladas por un mismo nivel de la médula espinal, conocido como metámera. Es así que, cuando una raíz nerviosa recibe información de diferentes zonas, el cerebro puede confundir de qué nervio proviene la sensación dolorosa y percibe varias zonas como procedentes de una nocicepción.
- Esto ocurre, por ejemplo, en un infarto agudo de miocardio, el «dolor de corazón», lo confundimos con el dolor del brazo izquierdo. Esto se debe a que la misma metámera da la información de las dos zonas y el cerebro confunde a cuál corresponde.[2][6]
- En el caso de la zona facial la irradiación del dolor suele producirse en dirección cefálica, es decir, hacia arriba. Esto puede evidenciarse en el dolor originado en los molares inferiores que en ocasiones se refiere a los molares superiores.[2][6]
- A nivel dental, este dolor no suele ocurrir en premolares o incisivos, o en distintas hemiarcadas. Además, el dolor referido generalmente no ocurre en casos tales.[2]
- A nivel de oído, la otalgia es muy común, y cuando la causa del dolor de oído no se identifica en la otoscopia y el examen físico, se utilizan de imágenes transversales para evaluar las posibles fuentes de dolor de oído referido (otalgia secundaria). La inervación es compleja e involucra múltiples nervios cervicales superiores, craneales inferiores y periféricos, que transitan e inervan un gran territorio anatómico que involucra el cerebro, la columna vertebral, la base del cráneo, el tracto aerodigestivo, las glándulas salivales, los senos paranasales, la cara, las órbitas, espacios profundos del cuello, piel y vísceras.[7]

## Identificación
El dolor segmentario es un dolor referido producido por alguna estructura del segmento vertebral (vértebra, disco, interarticulares posteriores o ligamentos); es tan amplio, difuso y variable que la localización según los mapas puede prestar poca ayuda para identificar el segmento generador del dolor. Para la identificación del segmento anómalo son mucho más útiles las pruebas de movilidad y palpación segmentaria.